# Copperhead
Copperhead (a veces llamado Culebra en español) es el nombre de varios supervillanos que aparecen en los cómics publicados por DC Comics, en su mayoría como enemigos del superhéroe Batman.
Variaciones femeninas aparecieron en Batman: Arkham Origins, y en acción en vivo en la primera temporada de Gotham (llamada Larissa Diaz), interpretada por Lesley-Ann Brandt.

## Historial de publicaciones
El primer Copperhead apareció por primera vez en The Brave and The Bold #78 (junio de 1968) y fue creado por Bob Haney y Bob Brown.

## Biografía

### John Doe
El criminal conocido como Copperhead apareció por primera vez en Gotham City con un disfraz de cabeza de cobre. Cometió numerosos robos antes de ser finalmente detenido por Batman y Batgirl. Copperhead luego recurrió a actividades más letales como un súper asesino, constriñendo a las víctimas a una muerte asfixiante con la cola de su disfraz. Durante este tiempo, se obsesionaba con su objetivo y no pensaba en nada hasta que el objetivo estaba muerto, lo que resultó ser una debilidad a veces, ya que ignoraba todo lo que no consideraba relevante de inmediato.
En varias ocasiones, luchó contra Hawk y Dove, Superboy y Jack Knight, además de unirse a la encarnación original de la Sociedad Secreta de Super Villanos. Copperhead aprovechó las oportunidades de viaje que le brindaba su carrera independiente para dedicarse a su pasatiempo de coleccionar radios de transistores.
Aunque era un maestro contorsionista, Copperhead era en gran medida impotente sin su disfraz de piel de serpiente.
Durante la historia de Underworld Unleashed, Copperhead vendió su alma al demonio Neron a cambio de poder, siendo transformado en un mortal híbrido humano-serpiente.
Más tarde fue asesinado por Manhunter, Kate Spencer.
Durante la historia de Blackest Night, Copperhead ha sido identificado como uno de los fallecidos sepultados debajo del Salón de la Justicia. Aparece como " John Doe ", ya que nunca se descubrió su nombre real. Fue reanimado como miembro del Black Lantern Corps. Copperhead es destruido por los esfuerzos combinados de siete Lanterns durante el ataque del Black Lantern Corps en Coast City.

### Nathan Prince
Teen Titans (vol. 3) # 56 presentó un equipo de villanos llamado "Terror Titans", villanos heredados cuyos mantos se heredan de villanos mayores. Uno de los miembros que se muestran se identifica como Copperhead y aparece visualmente como el personaje antes del trato con Neron. La historia no reveló ninguna información sobre el personaje ni proporcionó contexto con respecto a historias anteriores.
En la miniserie posterior de Terror Titans, se revela que la verdadera identidad del segundo Copperhead es Nathan Prince, y es el único miembro de Terror Titans que no tiene una conexión familiar con su predecesor. Cuando era niño, Nathan ahogó a su hermanito por celos e incluso intentó matar a sus padres. Incapaz de seguir adelante, se escapó a vivir en las calles, donde se solicitaba, tenía relaciones sexuales con hombres mayores, después de lo cual los mataba y robaba. Todavía se desconoce cómo Prince llegó a trabajar para Clock King. Durante las batallas metahumanas de El Club Lado Oscuro, la heroína TNTeena está gravemente herida y Clock King le pide a Copperhead que la cuide mientras se recupera. Copperhead cumple y, con el tiempo, se enamora de ella. Sin embargo, Clock King obliga a Nathan a matarla. Nate y el resto de los Terror Titans son enviados para ayudar a Martyr Militia, un grupo de metahumanos con lavado de cerebro, a destruir Los Ángeles, pero las mesas son cambiadas por Ravager y Miss Martian, quien usa su telepatía para deshacer el lavado de cerebro. Los Terror Titans huyen a su base, solo para que Clock King mate a Disruptor, y dejar que sean aprehendidos por los metahumanos. Dos semanas después, Nate libera a sus compañeros Terror Titans y el grupo jura vengarse de Clock King.

### Sameer Park
Copperhead aparece en The New 52 (un reinicio de 2011 del universo de DC Comics). Se trata de un criminal pakistaní llamado Sameer Park, un hombre serpiente antropomórfico mutado y miembro de la Sociedad Secreta de Super Villanos. Es asesinado por Deathstroke en Forever Evil #5.

### Jane Doe
Una mujer Copperhead que usa el alias Jane Doe hace su debut en algún momento después de la muerte de su predecesor. Esta versión del personaje se asemeja a la encarnación que se ve en Batman: Arkham Origins; El director creativo de DC, Geoff Johns, dijo que esta nueva encarnación aparecería como un villano en New 52 después del lanzamiento del juego. Fue adaptado para cómics en noviembre de 2016, tres años después del lanzamiento del juego. Esta Copperhead se describe como una asesina mortal y una de las dos personas más tóxicas del planeta (la otra es Cheshire).
Este Copperhead es un jefe criminal sudamericano en Central City, así como un ex mercenario que ha luchado contra Batman y Flash. Dos-Caras colocó una gran recompensa por la cabeza de Batman que muchos supervillanos y mercenarios pretendían recolectar, incluido Copperhead. Junto con varios otros villanos, Copperhead rastreó a Batman hasta un tren activo. Subiendo a bordo, Copperhead intentó matar a Batman, pero pudo escapar saltando a un arroyo que fluía. Después de un breve período de asesinatos y otros trabajos mercenarios, Copperhead fue llamada para dirigir el negocio criminal de su familia en Central City. Después de que un misterioso jefe rival comenzara a meterse en su territorio, decidió contratar a varios mercenarios para hacer cumplir su gobierno, incluidos Shrapnel, Araña Negra y los Gemelos Trigger. Sin embargo, todos fueron arrestados por Flash, lo que llevó a Copperhead a iniciar negociaciones con el misterioso señor del crimen, quien descubrió que era el Capitán Frío de los Rogues, para encontrar una manera de derrotar a Flash. Copperhead siguió el plan de Frío para eliminar a Flash, pero Frío se volvió contra ella cuando colocó una bomba fría en una entrega de armas. Flash pudo salvarla después de que detuvo a Frío, pero sin ninguna evidencia de su participación, se le permitió caminar libre.

### Desconocido
Un Copperhead no identificado participa en un plan organizado por Fenice, la madre de Helena Bertinelli, y es arrestado por Birds of Prey. Más tarde aparece como uno de los muchos villanos que Batman y Catwoman derrotan cuando se lleva a este último en una noche típica de su trabajo. Esta versión parece ser inhumana, con piel de cobre y cualidades que no son de serpiente, como los dientes. Más tarde se muestran como uno de los muchos villanos en la Galería de villanos de Batman que fueron derrotados por Bane en su intento de llegar a Batman en Arkham.

## Poderes y habilidades
Las habilidades de contorsionista de Copperhead le permiten encajar en espacios increíblemente pequeños (como chimeneas). Originalmente vestía un disfraz de serpiente hecho de fibras metálicas y elásticas y cubría los puntos vulnerables con Kevlar, haciéndolo a prueba de balas e impenetrable para casi cualquier arma cortante. El disfraz había sido tratado con un gel de silicona altamente resbaladizo resistente al agua y al calor, lo que permitía que Copperhead se deslizara por cualquier superficie y saliera de lugares estrechos. La cola se podía estirar varios pies y era lo suficientemente fuerte como para romper huesos y romper piedras. El casco del traje contenía dos colmillos de siete pulgadas de largo que eran capaces de perforar la piel humana y estaban recubiertos con una potente neurotoxina derivada de serpientes cabeza de cobre. La toxina podría paralizar a una persona casi instantáneamente y la muerte seguiría en 30 minutos. Más tarde, Copperhead vendió su alma al demonio Neron y se transformó en un híbrido humano-serpiente. Sus reflejos y agilidad aumentaron considerablemente, y ganó colmillos venenosos, una lengua bífida, garras y una cola prensil.
En "Terror Titans", Clock King menciona que el segundo Copperhead no tiene superpoderes, lo que significa que utiliza un traje con el tema de una serpiente, como lo hizo el original.
El Copperhead de "The New 52" tiene habilidades de serpiente.
La mujer Copperhead no parece tener superpoderes y, en cambio, usa diferentes equipos de veneno, como dardos, además de ser una hábil artista marcial.

## Otros personajes llamados Copperhead
Una versión de Copperhead aparece en Sensation Comics #15. Esta versión es enemiga de Little Boy Blue.
Otro personaje llamado Copperhead apareció en Leading Comics. Francisco Pizarro es un criminal que enfrenta brevemente a los Siete Soldados de la Victoria durante una búsqueda del tesoro en los Andes.

## Otras versiones

### Tiny Titans
Una versión infantil de la encarnación de John Doe de Copperhead llamado Johnny aparece en los cómics de Tiny Titans.

## En otros medios

### Televisión
- La encarnación de John Doe de Copperhead apareció en una serie de televisión ambientada en el Universo animado de DC, inicialmente con la voz de Efraín Figueroa y más tarde de José Yenque.[24] Esta versión generalmente se presenta como un idiota acrobático, que constantemente se burla de sí mismo en casi todas las apariencias:
  - Copperhead aparece por primera vez en Liga de la Justicia como miembro de la Pandilla de la Injusticia de Lex Luthor y Aresia.
  - Copperhead también aparece en Liga de la Justicia Ilimitada como miembro de la Sociedad Secreta de Gorilla Grodd. Antes y durante el episodio "¡Vivo!", Luthor toma el mando de la Sociedad, pero Grodd organiza un motín. Copperhead se pone del lado de este último, pero es congelado por Killer Frost y es asesinado por Darkseid fuera de la pantalla junto con los otros leales a Grodd.
- La encarnación de John Doe de Copperhead hace una aparición menor en el episodio de Batman: The Brave and the Bold, "Las Leyendas de Bat-chico". Es visto robando una joyería, y luego es vencido por Flecha Verde. Aparece con casi todos los villanos de esa serie en el episodio "maestro de música" cantando por el hechizo del maestro de música.
- Una variación femenina de Copperhead aparece en el episodio de Gotham, "Lovecraft", interpretada por Lesley-Ann Brandt.[25][26][27] Esta versión es Larissa Diaz, una asesina profesional, contorsionista y combatiente cuerpo a cuerpo.

### Cine
- La encarnación John Doe de Copperhead hace una aparición menor en Superman/Batman: Enemigos Públicos.
- La encarnación de Copperhead en Sameer Park aparece en Suicide Squad: Hell to Pay, con la voz de Gideon Emery.[24] Esta versión es un contorsionista metahumano con varias modificaciones cibernéticas, otorgándole una cola prensil y una mandíbula de metal capaz de escupir veneno ácido. Él es reclutado en el Escuadrón Suicida de Amanda Waller y tiene la tarea de recuperar una tarjeta de "Salir del infierno gratis" para ella. Durante la misión, Killer Frost traiciona al equipo y casi escapa con la carta, pero Copperhead lucha contra ella hasta que Waller detona una bomba implantada en su cuello para mantener al escuadrón a raya, matándolo a él y a Killer Frost.

### Videojuegos
- La encarnación John Doe de Copperhead aparece en Batman: The Brave and the Bold – The Videogame, con la voz de Dee Bradley Baker.
- Una encarnación femenina sin nombre de Copperhead aparece en Batman: Arkham Origins, con la voz de Rosa Salazar. El director creativo de DC, Geoff Johns, ha dicho que esta nueva encarnación aparecería como un villano en New 52 después del lanzamiento del juego.[28] Esta versión es una habilidosa contorsionista y escapista que usa guantes de metal con garras cubiertos con una toxina que hace que aquellos a los que ella rasca experimenten alucinaciones intensas antes de morir. También se supone que forma parte de un grupo de asesinos sudamericanos que usan el apodo de "Copperhead". Mientras está disfrazada de Máscara Negra, Joker contrata a Copperhead y otros siete asesinos para matar a Batman, aunque finalmente falla y es capturada.
- La encarnación de John Doe de Copperhead aparece en Lego DC Super-Villains, nuevamente con la voz de Gideon Emery.

### Varios
- Una encarnación femenina de Copperhead aparece en el cómic de la precuela de Injustice: Gods Among Us. Inicialmente aparece como miembro del Escuadrón Suicida antes de ponerse del lado de Wonder Woman y el Régimen.
- Un Copperhead separado que se parece a la encarnación de John Doe aparece en Batman: Arkham Unhinged # 10 como miembro del Task Force X de Amanda Waller.
- La encarnación de John Doe de Copperhead aparece en Batman '66 Meets Wonder Woman '77 #5.

### Mercancía
- La encarnación de John Doe de Copperhead recibió dos figuras de acción en la línea de juguetes Justice League Unlimited, una de las cuales aparece en un paquete de tres junto a Lex Luthor y Mirror Master.
- Copperhead recibió una figura de acción en Wave 12 de la línea DC Universe Classics.
- Copperhead recibió una figura de acción en un paquete de dos junto con Batman en la línea de figuras DC Imaginext.